# Friedenfels Jenő
Friedenfels Jenő (Nagyszeben, 1819. december 8. – Bécs, 1885. január 31.) osztrák-magyar politikus, császári és királyi udvari tanácsos, országgyűlési követ. Friedenfelsi Drottleff Márton unokája, Friedenfels Frigyes nagyszebeni biró és Schwind Lujza fia.

## Életpályája
Miután édesanyja 1825-ben másodszor férjhezment Bedeus Józsefhez, mostohaapjával 1826-ban Kolozsvárra, 1847-ben pedig Bécsbe költözött. Bécsben végezte el a középiskoláit és egyetemi tanulmányait. Kolozsváron a hazai törvényeket tanulta. 1839. augusztus 5-én az erdélyi guberniumnál lépett államszolgálatba írnokként. Ezután a királyi táblánál volt egy évig gyakorlaton és az ügyvédi censura letétele után a nagy-szebeni városi és kerületi törvényszéknél gyakornok volt. 1844-től az erdélyi királyi udvari kancellária fogalmazója lett. Az 1841-43 országgyűlésen édesapja mellett, az állam politikai szövevényeibe avattatott be. 1844-ben Jósika Sámuel báró magához vette az erdélyi udvari kancellária elnöki irodájába, hol 1846-ban tiszteletbeli udvari fogalmazó lett. 1848-ban amikor az erdélyi udvari kancellária feloszlott, visszatért Nagyszebenbe. 1848. szeptember 19-én elhagyta az országgyűlést és visszament Nagyszebenbe, ahol az újonnnan megalakult szász komitéhoz csatlakozott. 1848. december 3-án mint követet küldte a császári udvarhoz. Aktívan részt vett az 1848. december 21-ei manifestum kibocsátásánál. Bécsben maradt és Stadion felszólítására mint fogalmazó a belügyminiszteriumba lépett. 1850-ben miniszteri titkárnak nevezték ki. Az 1852. császári körúton a felség mellett volt és 1853-ban mint helytartótanácsos jött Magyarországra. 1859-ben udvari tanácsossá nevezték ki. 1860-ban Benedek táborszernagy mellé osztatott be; ekkor Budán maradt az év végéig, majd Bécsbe ment, ahol miniszteri tanácsosként a sajtó ellenőrzésével volt megbizva. 1862. december 31-én gr. Nádasdy miniszter kérésére az erdélyi udvari kancelláriához került. Az 1863-65. szebeni gyűlésre az újegyházi kerület ismét megválasztotta követének; innen a bécsi birodalmi tanácsba küldték, amelyet 1865-ben hagyott el. 1867. március 9-én az erdélyi udvari kancellária ismét feloszlott, így rendelkezési állapotba, 1868. október 11-én pedig nyugdíjba vonult.

### Munkássága
1844–1863 között számos publicistikai cikket irt a lapokba, mint például a Transsilvániába, 1848-ban Zang Pressejébe, Benigni Siebenbürger Botejába s Schmidt Henrik Unterhaltungen aus der Gegenwartjába. 1849–1851 között dolgozott a bécsi Pressébe, az ágostai Allg. Zeitungba, Kuranda Ostdeutsche Postjába, Pressburger Zeitungba s néha a Pester Zeitungba is. Cikkei közül említendők az archiv des Vereins für siebenb. Landeskundeban, a Wiener Zeitungban, a szabadkőművesi Zirkel című lapban, a Hermannstädter Zeitungban, a Verhandlungen und Mitheilungen des siebenbürg. Vereins für Naturwissenschaften in Hermannstadt című folyóiratban; az Allg. Deutsche Biographie-ban is jelentek meg tőle életrajzok, így a Bedeus Józsefé és Benigni Józsefé.

## Művei
- Beiträge zur Geschichte der Grafen von Burchperg in Siebenbürgen (Bécs, 1852)
- Zum Leben des Bürgermeisters von Hermannstadt Georg Hecht (Bécs, 1853)
- Joseph Bedeus vom Scharberg. Beiträge zur Zeitgeschichte Siebenbürgens im 18. Jahrhundert (Bécs, 1876-1877)